# Peter Eldridge
Peter Eldridge (* um 1960) ist ein US-amerikanischer Jazzmusiker (Gesang, Piano, Komposition).

## Leben und Wirken
Eldridge stammt aus einer Musikerfamilie; sein Vater war Bassist bei Benny Goodman. Nach seinem Studium am Ithaca College gründete er 1987 mit Darmon Meader, Kim Nazarian, Caprice Fox und Sara Krieger das Vokalensemble New York Voices, das 1988 erste Auftritte hatte; 1989 erschien bei GRP Records das Debütalbum. Es folgten bis 2007 zahlreiche weitere Alben des Ensembles zunächst bei GRP, später bei RCA Victor, Concord und Palmetto Records. Daneben begann Eldridge eine Solokarriere und veröffentlichte im Jahr 2000 zwei Alben unter eigenem Namen bei Rosebud Records: Auf der Balladen-CD Stranger in Town wurde er von Michael Brecker, Claudio Roditi, Lewis Nash, Romero Lubambo und Andy Ezrin begleitet; das Album Fool no More enthält zwölf Eigenkompositionen von Eldridge. 2005 folgte das Album Decorum, 2011 Mad Heaven und 2016 Disappearing Day.
Im Jahr 2008 arbeitete er mit Kurt Elling, Jon Hendricks und Mark Murphy als Four Brothers. Zudem ist er ein Mitglied des Vokalensembles MOSS mit Luciana Souza, Kate McGarry, Theo Bleckmann und Lauren Kinhan, mit dem er 2008 das vom Down Beat hochgelobte gleichnamige Album vorlegte. Mit Matt Aronoff tritt er im Duo Foolish Hearts auf. Weiterhin arbeitete er mit Nancy Wilson, Joshua Redman, Bobby McFerrin, Patti Austin, Ray Brown, Astrud Gilberto, George Benson und seiner Schülerin Jane Monheit. 2019 legte er das Album Somewhere vor, auf dem er von Kenny Werner und Streichern begleitet wird.
Gemeinsam mit Adam Waite verfasste er die Musik für den Dokumentarfilm No Job for a Woman. Als Hochschullehrer für Jazzgesang war er seit 1993 an der Manhattan School of Music tätig; seit 2014 ist er Professor am Berklee College of Music.